# Vulva

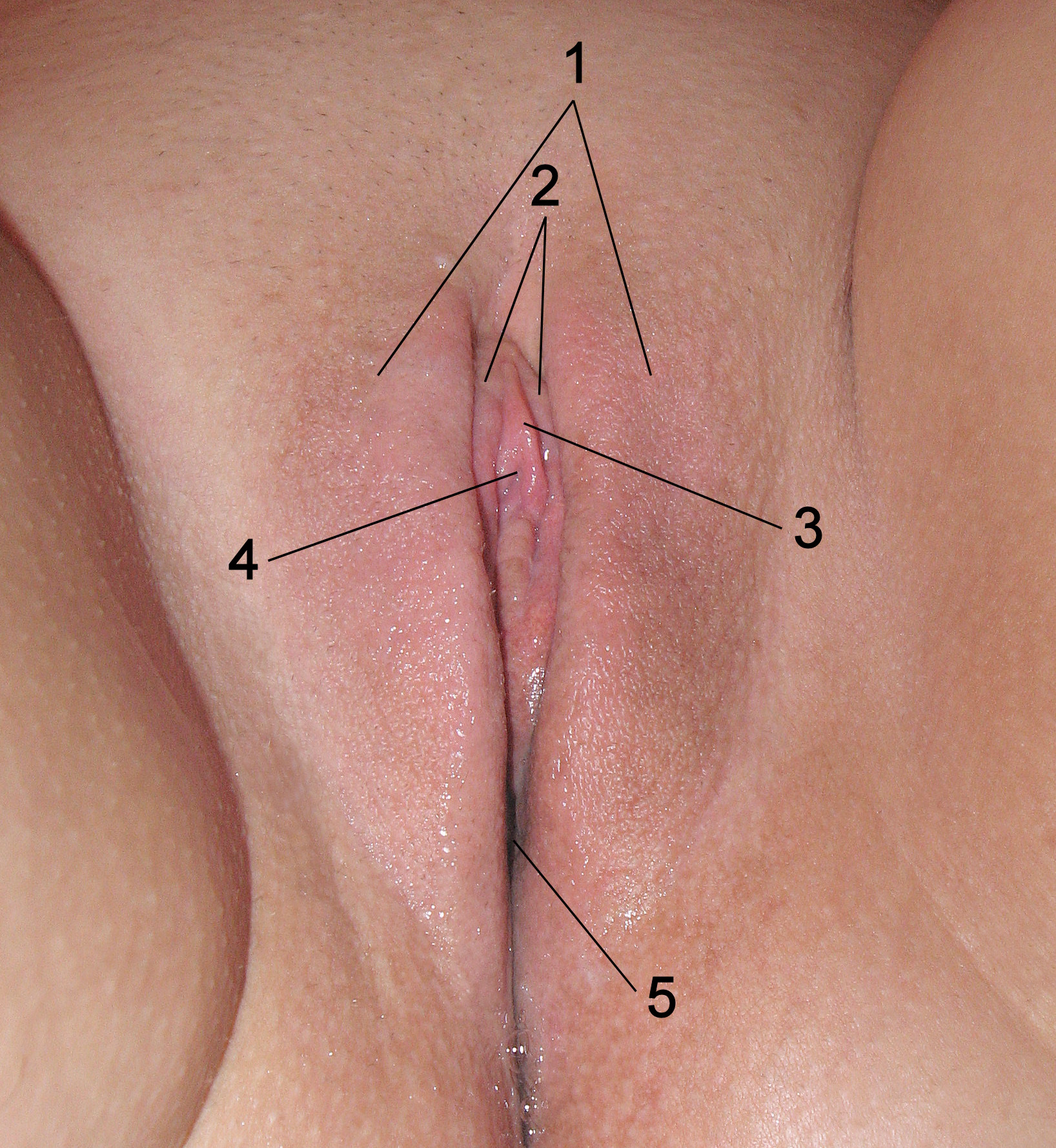
Geschoren menselijke vulva
1 buitenste of grote schaamlippen
2 binnenste of kleine schaamlippen
3 clitorishoed
4 clitoris
5 vagina

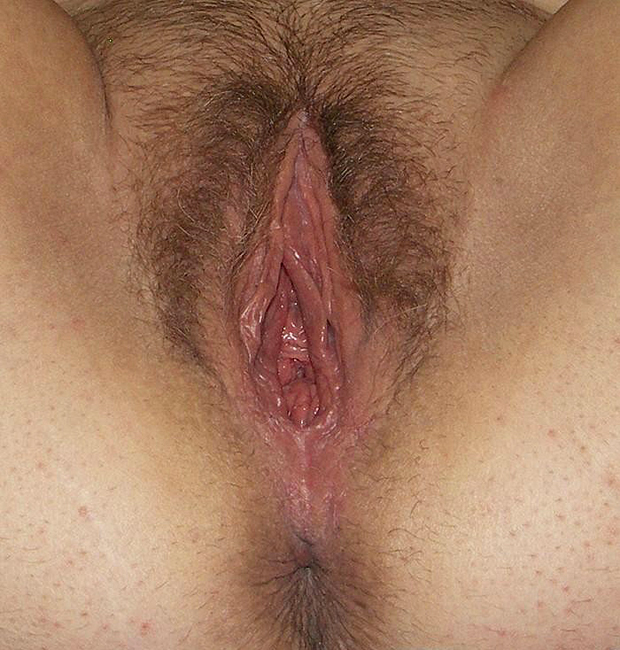
Natuurlijk behaarde uitwendige geslachtorganen van een vrouw

De vulva is het uitwendige deel van het vrouwelijk geslachtsorgaan bij zoogdieren (placentadieren). Hiertoe behoren de schaamlippen, de clitoris, de uitgang van de urinebuis en de opening van de vagina (of in het Nederlands schede).
De vulva kan gestimuleerd worden door vele vormen van seks, waaronder vingeren, beffen en tribadisme.

## Anatomie
De buitenste schaamlippen of grote schaamlippen (labia majora) zijn samen met de venusheuvel of schaamheuvel (mons pubis) bij volwassenen in natuurlijke vorm behaard met schaamhaar (pubes); afhankelijk van de mode, plaatselijke gewoonten of eigen voorkeur verwijderen veel vrouwen dit. Deze lippen zijn bedekt met gewone huid (verhoornend plaveiselcelepitheel) en bevatten veel vet, talg- en zweetklieren. Eronder ligt een zwellichaam (bulbus vestibuli), dat zwelt bij seksuele opwinding.
De binnenste schaamlippen of kleine schaamlippen (labia minora) omsluiten het 'voorhof' (vaginaal vestibulum). Dit voorhof bevat de opening van de urinebuis (plasbuis of ostium urethrae), het maagdenvlies (het hymen) of restanten daarvan met opening van de vagina (introitus vaginae of ostium vaginae), en de uitgangen van de grote voorhofklier (klier van Bartholin of glandula vestibularis major). Aan de voorkant bij de clitoris komen de beide lippen samen. De binnenste schaamlippen zijn bedekt met niet verhoornend plaveiselcelepitheel en bevatten vetloos bindweefsel en talgklieren.
Vulva's verschillen qua vorm en kleur van vrouw tot vrouw. Zo kunnen de binnenste schaamlippen geheel bedekt zijn door de buitenste, maar ze kunnen ook goed zichtbaar zijn. Dat geldt ook voor de clitoris.

## Culturele verschillen
Verschillende culturen kijken op verschillende wijzen naar de vulva. Sommige oude religies en samenlevingen aanbaden de vulva en vereerden de vrouw als een godin. In belangrijke Hindoe-tradities gebeurt dit nog steeds. In de westerse samenleving bestaat vaak een negatieve houding.
Kenmerkend daarvoor zijn de moralistische naar calvinisme verwijzende termen in het Nederlands: schaamstreek, schaamheuvel, schaamhaar, schaamspleet en schaamlip.

## Afwijkingen en ziekten van de vulva
De vulva kan door verschillende oorzaken geïrriteerd raken. Een goede hygiëne kan veel hiervan voorkomen of genezen. Daarnaast zijn er huidafwijkingen, allergieën, infecties, ontstekingen en vormen van kanker.
- Allergie
- Huidafwijkingen
  - Condylomen
  - Lichen planus
  - Lichen sclerosus
  - Morbus Paget (huid)
  - Vulvaire intra-epitheliale neoplasie (VIN)
- Infecties
  - Genitale wratten (condylomata)
  - Granuloma inguinale
  - Herpes genitalis
  - Lymphogranuloma venereum
  - Schimmelinfectie
  - Seksueel overdraagbare aandoeningen (soa's)
- Ontstekingen (Zie ook vulvitis)
  - Morbus Behçcet
  - Necrotiserende fasciitis
  - Ontsteking van de klier van Bartholin (bartholinitis of abces)
  - Vestibular adenitis
- Maligne vulva-afwijkingen (Zie ook vulvakanker)
  - vulva basaalcelcarcinoom (BCC)
  - vulva(adeno)carcinoom
  - vulvaleimyosarcoom
  - vulvamelanoom
  - metastase van elders (cervix, endometrium, maag-darmstelsel)
- Vulvodynie
  - Atrofische vulvitis
  - Essentiële vulvodynie
  - Vulvair vestibulitissyndroom (VVS, focale vulvitis)
- Diverse
  - Bicyclist's vulva, kan ontstaan bij competitieve wielrensters.

## Synoniemen
Meer aanduidingen zijn te vinden in Seksuele volkstaal en eufemismen
Zoals bij alle woorden die met seksualiteit te maken hebben, zijn er in de taal vele synoniemen voor vulva. Sommige gelden als eufemismen, andere als seksuele volkstaal. We noemen slechts:
- vulva (Latijn): geldt als medische en wetenschappelijk neutrale term
- abusievelijk wordt vagina vaak gebruikt als term om de vulva mee aan te duiden; de vagina is echter het inwendige deel van het vrouwelijke geslachtsorgaan
- poes, poesje
- snee, kut, trut: komen voort uit de volkstaal en worden zeker in schrijftaal veelal als grof ervaren
- pruim, mossel, doos, muts
- plasser, spleetje, voorbips: vooral in kindertaal en ook gebruikt door opvoeders bij de eerste seksuele voorlichting
- flamoes: voor het eerst aangetroffen in het jaar 1914[1]
- In de tantra yoga wordt de term yoni uit de Kamasutra gebruikt[2]

## Verder lezen
- Mariah Mansvelt Beck, Sarah van Binsbergen, Meredith Greer, Emma Curvers, Persis Bekkering, Tineke Kuipers en Bregje Hofstede - V: Van Vulva tot Vagina; Pluim, Amsterdam, 2019.
- Jen Gunter - The Vagina Bible: The Vulva and the Vagina; Kensington, 2019.
- Hilde Atalanta - A Celebration of Vulva Diversity; This Is Us Books, 2019.